# Долець (Тирговиштська область)
Доле́ць (болг. Долец) — село в Тирговиштській області Болгарії. Входить до складу общини Попово.

## Населення
За даними перепису населення 2011 року у селі проживали 44 особи, з них 43 особи (97,7%) — болгари.
Розподіл населення за віком у 2011 році:
Динаміка населення: